# Sint Pieter (ancienne commune)
Sint Pieter est une ancienne commune des Pays-Bas qui était située au sud-ouest de Maastricht, entre la Meuse et la Geer. Sur son territoire se trouvait la montagne Saint-Pierre.
En 1920, la commune fut rattachée à Maastricht et devint le quartier de Sint-Pieter.

## Histoire

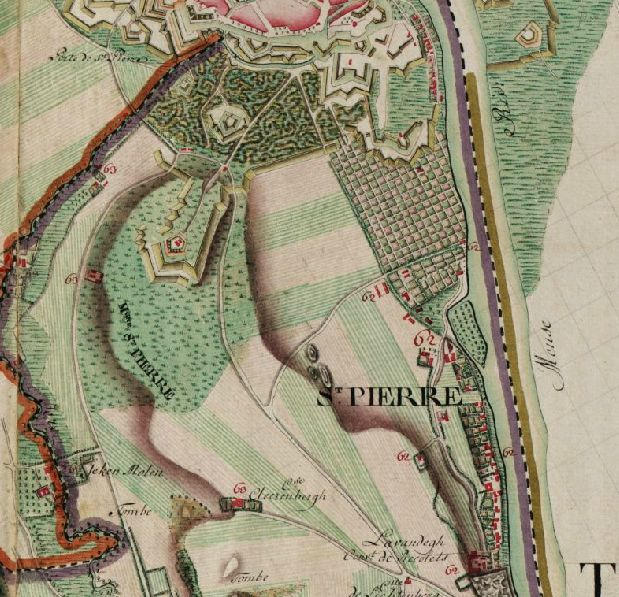
Sint-Pieter, au sud de Maastricht.

## Sources
- (nl) Cet article est partiellement ou en totalité issu de l’article de Wikipédia en néerlandais intitulé « Sint Pieter (Maastricht) » (voir la liste des auteurs).